# Brzeziny (powiat staszowski)
Brzeziny – wieś  w Polsce położona w województwie świętokrzyskim, w powiecie staszowskim, w gminie Szydłów.
W latach 1975–1998 miejscowość należała administracyjnie do województwa kieleckiego.
Wieś tworzy sołectwo.

## Części wsi
| SIMC    | Nazwa         | Rodzaj    |
| ------- | ------------- | --------- |
| 0274594 | Brzeziny Duże | część wsi |
| 0274602 | Brzeziny Małe | część wsi |

## Historia
Brzeziny wieś  w powiecie stopnickim. W połowie XV w. wieś królewska, dawała z łanów kmiecych dziesięcinę wartości do 20 grzywien prebendzie Kurozwęckiej. podobno na zasadzie sfałszowanego nadania Zbigniewa Oleśnickiego. (Długosz L.B. t.II s.453).